# Stefan Therstam
Stefan Therstam (* 1958 in Eskilstuna, Schweden) ist ein schwedischer Organist und Hochschullehrer.
Therstam studierte an der Königlichen Musikhochschule Stockholm unter anderem Orgelspiel, Orgelimprovisation und Dirigieren, letzteres bei Eric Ericson. 1988 gewann Therstam den Internationalen Wettbewerb für Orgelimprovisation in Haarlem in den Niederlanden. Seit 1999 ist er Organist an der Engelbrektskirche. 2002 wurde er auf die Professur für Orgelimprovisation an der Königlichen Musikschule in Stockholm berufen. Dort ist er außerdem Dekan der Fakultät für Klassische Musik.
Therstam hat diverse Tonträger aufgenommen und ist weltweit auf Konzertreisen. Außerdem ist er regelmäßig als Juror bei Orgelimprovisationswettbewerben tätig, so zum Beispiel beim Festival Europäische Kirchenmusik in Schwäbisch Gmünd.